# Битва за Хюе
Битва за Хюе — одна із найвідоміших битв В'єтнамської війни, яка тривала з 30 січня по 3 березня 1968 року. Бої в Хюе були складовою частиною масштабного наступу В'єтконгу та північнов'єтнамської армії в Республіці В'єтнам. Битва вирізнялася запеклими вуличними боями, які призвели до масових руйнувань та численних жертв серед мирного населення.

## Тетський наступ
Американська влада у березні 1965 року відправила у Південний В'єтнам два експедиційні батальйони морської піхоти, а у квітні Ліндон Джонсон дозволив американським військам брати участь у наземних бойових діях. Протягом 1965-67 років американці разом із південнов'єтнамськими військами провели декілька масштабних та велику кількість локальних наступальних операцій.
Хоча союзникам вдалося завдати великих втрат противнику і значно збільшити підконтрольну їм територію, але вони не змогли досягнути головної мети — розгромити В'єтконг та переломити хід війни. Через стежку Хо Ші Міна в'єтконгівці продовжували отримувати у великій кількості зброю, боєприпаси та спорядження. Крім того у Республіку В'єтнам постійно проникали підрозділи північнов'єтнамської армії.
Утім командуючий американськими військами у В'єтнамі генерал Вільям Вестморленд досить оптимістично оцінював ситуацію, що склалася. 21 листопада 1967 року, перебуваючи у Вашингтоні, він заявив: «Ми досягли того моменту, коли кінець уже на горизонті. Я абсолютно впевнений, що у 1965 році ворог вигравав, а тепер він, безумовно, програє. Усі надії ворога зведені нанівець.»
Деякою мірою Вестморленд мав рацію. Присутність американських військ зводила нанівець плани північнов'єтнамської влади установити контроль над Півднем та об'єднати усю країну під своєю владою. Тому для переламу ситуації влітку 1967 року Ханой розробив план масштабного наступу в Південному В'єтнамі. Перед операцією ставилися три завдання: підняти масове народне повстання проти керівництва Республіки В'єтнам, розколоти її армію та продемонструвати американцям безперспективність продовження війни. У Північному В'єтнамі чітко розуміли, що розгромити американський контингент їм не вдасться, тому наступ мав підштовхнути США до припинення участі у війні та виведення своїх військ із В'єтнаму.
Операція мала розпочатися 31 січня 1968 року під час в'єтнамського Нового року (Тет). У цей час сторони завжди укладали перемир'я і припиняли бойові дії. Тому наступ, за задумом його організаторів, мав стати абсолютно неочікуваним для ворога. Основними цілями для атак були визначені адміністративні центри та великі міста Південного В'єтнаму.
Контингент американських військ у В'єтнамі наприкінці 1967 року нараховував 319 000 солдат і офіцерів, а чисельність усіх південнов'єтнамських силових структур (армія, поліція та підрозділи самооборони) складала майже 800 000 осіб. Утім більша частина союзних військ була зайнята контролем території, обороною військових баз, населених пунктів та шляхів сполучення, і порівняно незначні сили займалися проведенням операцій проти В'єтконгу та північнов'єтнамських військ.
Для того, щоб відволікти увагу американського командування від ключових населених пунктів і змусити перекинути побільше військ на другорядні території, восени 1967-го в'єтконгівські партизани та ВНА провели ряд атак у прикордонних районах Республіки В'єтнам. 21 січня 1968 року вони оточили базу морської піхоти Кхесань, що на північному заході країни. Ці дії дали результат — значна частина американських резервів була перекинута у другорядні райони, віддалені від головних міст країни.
30 січня 1968 року, на день раніше, ніж планувалося, В'єтконг та підрозділи ВНА, чисельністю 84 000 бійців, розпочали масштабний наступ у Південному В'єтнамі. Одночасно були атаковані 36 із 44 провінційних столиць, 5 із 6 автономних міст, зокрема Сайгон і Хюе та понад 100 інших населених пунктів, бойові дії розгорнулися на більшості території країни.

## Хюе в 1965-67 роках. Стратегічне значення міста. Опис місцевості на якій відбувалися бойові дії
Хюе знаходився на півночі Республіки В'єтнам у 10 кілометрах на захід від морського узбережжя та на 100 кілометрів південніше демілітаризованої зони. Місто було адміністративним центром провінції Тхиатх'єн і нараховувало 140000 жителів, що робило Хюе третім по величині містом Південного В'єтнаму.
Хюе у той час славився як культурний та інтелектуальний центр В'єтнаму, який поважали обидві сторони конфлікту. Тому протягом усіх попередніх років війни у місті практично не було бойових дій. Тільки інколи у місті траплялися теракти, акти саботажу або мінометні обстріли. В районі Хюе діяли декілька в'єтконгівських рот, але ні в місті, ні в його околицях ніколи не було великих сил повстанців чи північнов'єтнамської армії.
Через Хюе проходило шосе № 1, через яке велося постачання американських і південнов'єтнамських військ, що діяли в районі демілітаризованої зони. Також у Хюе вивантажували припаси, які потім водними шляхами доставлялися у місто Дананг. Через ці два фактори місто мало стратегічно важливе значення для союзників.
Хюе розділявся рікою Хіонг (Ароматна ріка) на дві частини: Старе місто і Нове. 2/3 населення Хюе проживало у Старому місті обнесеного кам'яною стіною. Це була справжня фортеця, побудована на початку ХІХ століття за участі французів. У ній до 1883 року знаходилася резиденція аннамських імператорів. Фортеця займала площу 6 км² і була захищена стінами висотою 8 та шириною 12 метрів. Довжина кожної стіни складала майже 2,5 км, три стіни були прямими, тоді як четверта, що йшла вздовж річки, мала дещо заокруглену форму. Перед трьома із чотирьох стін знаходився широкій рів заповнений водою. Увійти до фортеці можна було через десять воріт. Фортеця мала велику кількість лабіринтів та вогневих точок, крім того під час Другої світової війни японці побудували на її території систему бункерів, що з'єднувалися чисельними тунелями. Усі ці фактори робили фортецю сильною оборонною позицією.
У середині фортеці знаходилися житлові будинки, вілли, парки, магазини, будинки різного призначення і злітно-посадкова смуга. У південній частині був побудований імператорський палац у формі квадрата з довжиною сторони 700 м. Палац захищали стіни висотою шість метрів.
Дві частини міста з'єднувалися автомобільним мостом «Нгуен Хоанг», через який проходило шосе № 1, і залізничним мостом, що знаходився за 1,5 км від автомобільного. Нове місто, у якому проживало 1/3 населення Хюе, мало сучасну архітектуру, у ньому знаходилися адміністративні будівлі, університет, вища школа, лікарня, провінційна в'язниця та американське консульство.

## Співвідношення сил. Диспозиція сторін
У Хюе, на території фортеці, знаходився штаб 1-ї піхотної дивізії АРВ, утім майже усі її підрозділи були розташовані вздовж шосе № 1 від Хюе до демілітаризованої зони. Разом зі штабом дивізії, у фортеці дислокувалися декілька допоміжних частин, розвідувальний взвод і елітна рота швидкого реагування «Чорні пантери». За три кілометри від фортеці, на березі річки Хіонг, знаходився навчально-тренувальний центр дивізії та загін із двома 105-мм гаубицями. Західніше шосе № 1, за два кілометри на південь від річки був розташований штаб 7-ї кавалерійської дивізії та невеликий бронетанковий підрозділ, укомплектований легкими танками M41. За два кілометри від них стояв табір інженерного батальйону. Також в Хюе та його околицях знаходилися військові склади, але вони мали досить слабку охорону. У навколишніх селах розміщалися підрозділи самооборони чисельністю від зводу до роти.
Американська присутність в Хюе була мінімальною. У місті перебували близько ста військових радників і членів адміністративного персоналу, які працювали при штабі 1-ї піхотної дивізії АРВ. Їх охороняв невеликий загін морських піхотинців. Усі вони проживали в легко захищених казармах у південній частині Хюе. Ще частина радників знаходилися при південнов'єтнамських підрозділах в сільській місцевості навколо міста. Також в Хюе перебували декілька десятків технічних спеціалістів (проживали в одному із місцевих готелів) та невелика кількість персоналу військово-морських сил (розміщувалися неподалік казарм, де проживали військові радники). Всього у місті та в найближчих околицях перед битвою перебували близько 200 американських військовослужбовців.